# Marjorie Bowen
Marjorie Bowen, pseudonimo di Gabrielle Margaret Vere Campbell, (Hayling Island, 1º novembre 1885 – Inghilterra, 23 dicembre 1952) è stata una scrittrice e saggista inglese. Ha scritto romanzi storici, del soprannaturale, biografie e saggi.

## Biografia
Il padre, Vere Douglas Campbell era un marinaio. La madre, Josephine Elisabeth Ellis Bowen, grande estimatrice della Francia, le diede il nome francese di Marjorie invece del corrispondente inglese Margaret. Quando l'autrice aveva circa quattro anni la famiglia si trasferì a Londra. Lì iniziò forse il più infelice periodo della sua vita. Il padre alcolista lasciò la famiglia, la madre, che aveva velleità di scrittrice sfogava su di lei le sue frustrazioni ed il suo malumore isterico. Marjorie scrive della sua infanzia.
(Margaret Campbell)
La famiglia si ritrovò a vivere della carità di pochi conoscenti che l'aiutavano. Marjorie dovette pensare da sola a farsi un'educazione leggendo tutto quello che le capitava sotto mano, cercando nei dizionari i significati delle parole che non conosceva. Il poco denaro che la madre riusciva a racimolare veniva devoluto per la sorella più giovane che godeva anche delle attenzioni della nonna materna chiamata familiarmente Nana.
Spesso il denaro non era sufficiente neanche a pagare l'affitto, la famiglia imparò ben presto i sotterfugi dei poveri come ad esempio la triste pratica di trasferirsi in continuazione in altre abitazioni per sfuggire ai creditori.
Appena fu cresciuta abbastanza Marjorie cominciò a frequentare il British Museum e la National Gallery dove ebbe modo di conoscere i grandi personaggi della storia, l'evoluzione dell'abbigliamento e dei costumi, elementi questi che traspaiono nella maggior parte delle sue opere dove si incontrano descrizioni particolareggiate degli abiti dei protagonisti, riferimenti a specifiche leggi vigenti all'epoca e altri elementi che caratterizzano un'epoca. Portata per la scrittura e la pittura, presto Marjorie comincerà a guadagnare pochi scellini eseguendo la verifica dei fatti per giornali vari per i quali opera anche come ghostwriter. Realizzò diverse copie su legno del quadro, all'epoca popolare, della duchessa del Devonshire, Georgiana Spencer. Così come dipinse un'intera scenografia commissionatale da un'attrice teatrale che era irritabile, altezzosa e imponentemente bella.
Tutti i guadagni venivano ritirati dalla madre, che non per questo cambiò il suo atteggiamento denigratorio nei confronti della figlia. A sedici anni scrisse il suo primo libro, ”The Viper of Milan” (La vipera di Milano), un romanzo storico ambientato nel XIV secolo in Italia. Il libro venne rifiutato dagli editori che ritenevano che una ragazza non dovesse scrivere di certi argomenti. Dopo ben undici rifiuti venne alla fine pubblicato. Il romanzo fu un successo, l'edizione americana andò a ruba. Con gli introiti delle vendite, tutta la famiglia si permise un viaggio in Italia. 
Nel 1912 Marjorie Bowen conosce, ad una delle ennesime feste organizzate da sua madre, un siciliano, Zeffiro Emilio Constanza, che viveva a Londra. Più per desiderio di fuggire via che per amore lo sposerà subito dopo. La coppia si trasferisce in Italia, Marjorie rimane incinta del primo figlio. Non molto dopo scoppierà la Seconda guerra mondiale.
Senza contatti con la patria, con la tubercolosi del marito che si aggravava sempre di più, a corto di denaro, senza la possibilità di reperire farmaci in un paese sconvolto dalla guerra, Marjorie comincia a disperare. Trova conforto ed appoggio in un medico veneziano, da lei chiamato il Professore. I pochi istanti che i due potevano sottrarre alle cure del Constanza, ormai malato terminale, i due li spendevano a passeggiare attorno alla villa dove la coppia abitava, tenendosi per mano. Zeffiro Constanza si spegnerà nel 1916. Lasciandola con un figlio e una figlia che morirà nell'infanzia. 
Marjorie, profondamente innamorata, dovette partire per l'Inghilterra, per riprendersi il figlio che era stato affidato alle cure di Nana. La coppia aveva programmato di sposarsi al suo rientro in Italia.
Mentre si trovava in patria ricevette una lettera dal Professore. Diceva che gli dispiaceva, ma non poteva sposarla, la sua salute era troppo debole per farlo, il male che gli era stato da poco diagnosticato lo stava portando alla paralisi.
In questo passaggio dell'autobiografia Marjorie Bowen abbandona la terza persona che aveva utilizzato fino a questo momento per passare alla prima. Cioè non scrive più sotto lo pseudonimo di Margaret Campbell, ma come Marjorie Bowen stessa, si ritroverà questa pratica alla fine dell'autobiografia.
(Margaret Campbell)
In seguito conoscerà e sposerà Arthur L. Long, dal quale avrà due figli. Passerà gli anni seguenti a scrivere ed impegnarsi nella vita politica. Nel 1938 fu una delle firmatarie di una petizione organizzata dal Consiglio Nazionale per la Pace, un'organizzazione internazionale nata con lo scopo di evitare una nuova guerra in Europa.
Morì il 22 dicembre 1952, a sessantasette anni a seguito di una caduta nella camera da letto. Il suo ultimo libro “The Man with the Scales” (L'uomo con la bilancia) venne pubblicato postumo il 25 gennaio 1954.

## Tematiche
Nella sovracopertina dell'autobiografia di Marjorie Bowen, si legge:
Quasi tutta la produzione letteraria di Marjorie Bowen (saggi a parte) è da collocarsi nel filone della narrativa storica. Questo vale anche per i titoli ispirati al soprannaturale, al mistero, al racconto gotico. L'autrice utilizzò diversi pseudonimi, alcuni dei quali anche maschili.
Come Joseph Shearing scrisse racconti sul soprannaturale e libri ispirati a crimini realmente accaduti. Come nel caso di ”For Her to See” del quale in seguito fu realizzata una versione cinematografica, o di ”So Evil My Love” (versione cinematografica ”Amarti è la mia dannazione”, 1947) che racconta dell'omicidio insoluto di Charles Bravo. O ancora di ”The Lady and the Arsenic” (La signora e l'arsenico) del 1937 sul caso, che all'epoca fece enorme scalpore, di Marie Capelle, condannata per l'omicidio del marito sulla base della sola tossicologia forense.
I titoli firmati Shearing: “Moss Rose”, “The Golden Violet” (La violetta d'oro) e “Forget-Me-Not” (Nontiscordardime), ebbero particolare successo negli Stati Uniti, ottenendo sia il consenso di critici del calibro di Phil Stong, sia quello del pubblico. Fino a verso la fine del 1940 la vera identità di Joseph Shearing rimase sconosciuta al grande pubblico, anche se alcuni pensavano che dietro a quel nome si celasse la criminologa, giornalista e scrittrice inglese F. Tennyson Jesse, che invece scriveva sotto lo pseudonimo di Wynifried Margaret Tennyson. Altri pseudonimi dell'autrice furono: George R. Preedy, John Winch, Robert Paye e Margaret Campbell.
La serie di storie che contengono elementi soprannaturali venne raccolta in tre antologie: “The Last Bouquet” (1933), ”The Bishop of Hell” (1949) e la raccolta postuma: ”Kecksies” (Cicute) curata nel 1940, ma pubblicata solo nel 1976. Il filo conduttore che unisce le storie della Bowen è la retribuzione delle azioni commesse, il passato che ritorna anche a distanza di secoli. Così la stessa Marjorie spiega il motivo della scelta di scrivere racconti storici:
Resta comunque difficile, se non impossibile, catalogare Marjorie Bowen in un genere letterario. Infatti le sue opere, oltre a quelli sopra citati, abbracciano anche altri generi quali biografie e saggi. Passione, morte ed emozioni forti non mancano mai. Alcuni lavori, come ad esempio: “Half-Past Two” (Alle due e mezza) fondono insieme generi diversi, si può infatti considerare questo titolo, per la resa magistrale della tensione che cresce a dismisura a dispetto di quello che realmente accade nella storia, come un antesignano del genere noir, con un finale però che ha un tocco di soprannaturale.
A differenza di altri autori di libri di genere, che non lasciano spazio all'analisi psicologica dei personaggi, né alle loro motivazioni, focalizzandosi per lo più sul dover fare accadere qualcosa, o sul rispetto degli stereotipi del genere scelto, Marjorie dipinge ritratti a tutto tondo, in poche righe rende indimenticabili i protagonisti delle sue storie. Con una tecnica che oggi è diventata obbligatoria per chiunque voglia scrivere bene, Marjorie grazie alla menzione di un oggetto, di un abito o di un'acconciatura, trasporta il lettore nel tempo e nello spazio nei quali si svolge la trama. La sua capacità di creare tensione è unica. Lo stile narrativo è sobrio ed efficace, privo di fronzoli che appesantiscono la lettura. Esemplari la capacità descrittiva e la scelta dei dettagli, profonda la comprensione della natura umana piena di compassione e di dolore.
Marjorie Bowen non lascia i personaggi (molti dei quali sono realmente esistiti) sulla carta bensì li rende reali, fa emergere la loro personalità, ne chiarisce le motivazioni. La narrazione viene messa al primo posto. Grazie a questo il lettore riesce a gustare l'atmosfera di quel tempo.

## Ricezione della critica
- Jessica Amanda Salmonson, discutendo di ”The Last Bouquet”, ha descritto la prosa della Bowen come:

- Sally Benson sul The New Yorker, scrivendo sui libri di "Joseph Shearing":

Recensendo ”The Crime of Laura Sarelle”, il comico-satirico e critico letterario Will Cuppy ha affermato. 
Coloro che vogliono provare le emozioni più forti farebbero bene a leggere l'impressionante storia di amore, morte e predestinazione di Mr. Shearing. Unendosi al culto di Shearing si può incontrare una delle donne più malvagie della letteratura.

## Opere tradotte in italiano
- Una donna ostinata (racconto breve, A Persistent Woman), in Il grande libro dei fantasmi, traduzione: Katia Bagnoli, Mondolibri, ultima edizione 2004

- L'incidente (racconto breve, The Accident), in Il grande libro dei fantasmi, Mondolibri, traduzione: Katia Bagnoli, ultima edizione 2004

- Magia Nera (romanzo, Black Magic), Gargoyle, traduzione: B. Cicchetti, 2011

- Il vescovo dell'inferno e altre storie (raccolta di racconti, The Bishop of Hell and Other Stories, 1949) a differenza dell'omonimo titolo in lingua inglese, questa raccolta oltre alla biografia della scrittrice comprende i titoli: La prima notte di nozze di Giuditta (Giuditta's Wedding Night, 1916), Il pittore di insegne e i pesci di cristallo (The Sign-Painter and the Crystal Fishes, 1917), La straordinaria vicenda di Mr John Proudie (The Extraordinary Adventure Of Mr John Proudie, 1919), L'amante di Ann Mellor (Ann Mellor's Lover, 1923), Il vendicatore di Ann Leete (The Avenging of Ann Leete, 1923), Florence Flannery (Florence Flannery, 1924), Appuntamento con Stiffkey (An Appointment with Stiffkey, titolo alternativo Half-Past Two, 1924), Ann la mora (Dark Ann, 1927), Il vescovo dell'inferno (The Bishop of Hell,  1929), Uno rimarrà indietro (One Remained Behind,  1936), pubblicazione elettronica nei formati epub, Mobi, traduzione: Iselio De Lisi, 2017, III ed. 2019.

## Opere in lingua inglese

### Come Marjorie Bowen
- The Viper of Milan (1906)
- The Master of Stair (1907), titolo USA: The Glen O'Weeping
- The Sword Decides (1908)
- A Moment's Madness (1908)
- The Leopard and the Lily (1909)
- Black Magic: a Tale of the Rise and Fall of the Antichrist (1909)
- I Will Maintain (1910, riveduto nel 1943)
- God and the King (1911)
- Defender of the Faith (1911)
- God's Playthings (1912)
- Lover's Knots (1912)
- The Rake's Progress (1912)
- The Quest of Glory (1912)
- The Governor of England (1913)
- A Knight of Spain (1913)
- The Two Carnations (1913)
- Prince and Heretic (1914)
- Because of These Things (1915)
- Mr Washington (titolo USA: The Soldier from Virginia) (1915)
- The Carnival of Florence (1915)
- Shadows of Yesterday (1916), raccolta di racconti
- William, by Grace of God (1916)
- Curious Happenings (1917), raccolta di racconti
- The Third Estate (1917); titolo dell'edizione riveduta Eugenie, (1971)
- Kings-at-Arms (1918)
- The Burning Glass (1918)
- Crimes of Old London (1919), raccolta di racconti
- Mr Misfortunate (1919)
- The Cheats, A Romantic Fantasy (1920)
- The Pleasant Husband and other stories (1921)
- Roccoco (1921)
- The Haunted Vintage (1921)
- The Jest. (1922) Adattamento in romanzo e traduzione in inglese della "La Cena delle beffe" di Sem Benelli.
- Affairs of Men (1922), selezione di alcuni racconti della scrittrice
- Stinging Nettles (1923), romanzo in parte autobiografico sul matrimonio della scrittrice con Zefferino
- Seeing Life! and Other Stories (1923)
- The Presence and the Power: A Story of Three Generations (1924)
- The Leopard and the Lily (1925)
- Five People (1925)
- Luctor et Emergo (1926), saggio storico sull'Inghilterra all'epoca del Trattato di Rijswijk, 1697
- Boundless Water (1926)
- The Seven Deadly Sins (1926), storie sui sette vizi capitali
- Mistress Nell Gwyn (1926), titolo USA: Nell Gwyn: A Decoration
- The Netherlands Display'd or, The delights of the Low countries, saggio
- Five Winds (1927)
- The Pagoda (1927)
- Dark Ann (1927), raccolta di racconti
- Exits and Farewells (1928)
- The Golden Roof (1928)
- The Story of the Temple and its Associations (1928)
- The Countess Fanny (1928)
- Holland (1928), guida turistica dell'Olanda
- Williiam, prince of Orange (1928), biografia di Guglielmo III d'Orange (in seguito re Guglielmo III d'Inghilterra) fino all'incoronazione
- Sundry Great Gentlemen (1928), biografie di dodici regnanti europei, da Frederic II of Hohenstaufen (1194-1250) a Maurice de Saxe (1696-1750)
- The Winged Trees (1928)
- Sheep's Head and Babylon, and Other Stories of Yesterday and Today (1929), raccolta di storie, tra cui: Maria Stuarda e Maria Enrichetta Stuart
- Dickon (1929)
- The Gorgeous Lovers and other Tales (1929)
- Mademoiselle Maria Gloria (1929), in collaborazione con Madeleine Nightingale
- The Great Weird Stories (1929), editor come Arthur Neale
- The Lady's Prisoner (1929) comprende The Story of Mr. Bell, di Geoffrey M. Boumphrey
- A Family Comedy (1840) (riveduto 1930)
- Bagatelle and some other diversions (1930)
- Captain Banner:  a drama in three acts (1930)
- Exits and Farewells (1930), sugli ultimi giorni di alcuni personaggi storici
- The English Paragon (1930)
- Old Patch's Medley; or, a London miscellany (1930), raccolta di racconti
- The Question (1931)
- Brave Employments (1931)
- Withering Fires (1931), romanzo del mistero
- Grace Latouche and the Warringtons (1931), raccolta di racconti
- The Shadow on Mockways (1932), melodramma Grand Guignol
- Fond Fancy, and Other Stories (1932)
- Passion Flower (1932), titolo USA: Beneath the Passion Flower, scritto come George Preedy
- Idler's Gate (1932), scritto come John Winch
- Dark Rosaleen (1932), biografia romanzata del rivoluzionario irlandese. Versione ridotta pubblicata come Lord Edward,1937
- The Veil'd Delight (1933)
- Great Tales of Horror (1933), editor
- The Last Bouquet, Some Twilight Tales (1933), raccolta di racconti
- I Dwelt in High Places (1933), romanzo sullo studioso John Dee e sul suo coinvolgimento con l'alchimista Edward Kelley
- The Stolen Bride (1933), edizione completa nel 1946
- Set with Green Herbs (1933)
- The Triumphant Beast (1934)
- The Scandal of Sophie Dawes (1934), storia dell'avventuriera Sophie Dawes che nata nei bassifondi divenne l'amante di Luigi Enrico di Borbone-Condé. La Bowen la descrive come "volgare dissoluta", "giovane sgualdrina" e "zoccola di fogna"
- William III and the Revolution of 1688 (1934)
- Peter Porcupine : a study on William Cobbet, 1762–1835 (1935), saggio su William Cobbett
- Patriotic Lady. A study of Emma, Lady Hamilton, and the Neapolitan Revolution of 1799 (1935), studio su Emma Hamilton
- More Great Tales of Horror (1935), editor)
- Mary Queen of Scots:Daughter of Debate (1936)
- William Hogarth (1936)
- Trumpets at Rome (1936)
- Crowns and sceptres : the romance and pageantry of Coronations (1937)
- Worlds' Wonder and Other Essays (1937)
- This Shining Woman: Mary Wollstonecraft Godwin (1937), biografia di Mary Wollstonecraft
- Some Famous Love Letters (1937), editor
- Wrestling Jacob. A study of the life of John Wesley and some members of the family (1937), saggio sul teologo John Wesley

- Royal Pagentry (1937)

- God and the Wedding Dress (1938)
- The Trumpet and the Swan: an adventure of the Civil War (1938)
- A Giant in Chains:Prelude to Revolution-France 1775–1971 (1938)
- Mr. Tyler's Saints (1939)
- The Circle in the Water (1939)
- The Debate Continues (1939), autobiografia di Marjorie Bowen (scritta come Margaret Campbell)
- Ethics in Modern Art (1939), saggio
- Exchange Royal (1940)
- Strangers to Freedom (1940), Illustrato da Gina Dawson
- Today is Mine: The story of a gamble (1941)
- Airing in a Closed Carriage (1943), versione cinematografica: The Mark of Cain (1947)
- The Church and Social Progress : An exposition of rationalism and reaction, saggio (1945)
- The Bishop of Hell and Other Stories (1949), raccolta di racconti del soprannaturale; ristampa nel 2006 edizioni Wordsworth
- In the steps of Mary Queen of Scots (1952)
- The Man with the Scales (1954), pubblicato postumo
- Kecksies and Other Twilight Tales (1976), raccolta di racconti del soprannaturale
- Twilight and Other Supernatural Romances (1998), raccolta di racconti del soprannaturale, edizioni Ash-Tree Press
- Collected Twilight Stories (2010), raccolta di racconti del soprannaturale, edizioni Oxford City Press

### Come Joseph Shearing
- Forget-me-Not (1932), titoli USA: Lucile Clery (1930) e The Strange Cast of Lucile Clery (1942)
- Album Leaf (1933), titolo USA: The Spider in the Cup (1934)
- Moss Rose (1934)
- The Angel of the Assassination (1935), biografia di Charlotte Corday, omicida di Jean-Paul Marat, uno dei protagonisti della rivoluzione francese
- The Golden Violet. The story of a lady novelist (1936), ristampato come Night's Dark Secret di Margaret Campbell, (1975)
- The Lady and the Arsenic : The life and death of a romantic: Marie Cappelle, Madam Lafarge (1937), sul caso giudiziario di Marie Lafarge
- Orange Blossoms (1938), raccolta di racconti
- Blanche Fury (1939)
- Aunt Beardie (1940)
- The Crime of Laura Sarelle, titolo alternativo: Laura Sarelle (1941)
- The Spectral Bride, titolo alternativo: The Fetch (1942)
- Airing in a Closed Carriage (1943)
- The Abode of Love (1944)
- For Her to See (1947), titolo USA: So Evil My Love, adattamento cinematografico: Evil My Love (1948)
- Mignonette (1949)
- Within the Bubble (1950), titolo USA: The Heiress of Frascati (1966)
- To Bed at Noon (1951)

### Come George Preedy
- General Crack (1928)
- The Rocklitz, titolo USA: The Prince's Darling (1930)
- Bagatelle and some other Diversions, raccolta di racconti (1930)
- Tumult in the North (1930)
- The Pavilion of Honour (1932)
- Violante: Circe and Ermine (1932)
- Double Dallilay (1933), titolo USA: Queen's Caprice
- Dr. Chaos and the Devil Snar'd (1933)
- The Knot Garden: Some Old Fancies Re-Set (1933)
- Laurell'd Captains (1935)
- The Poisoners (1936)
- My Tattered Loving (1937), ristampato nel 1971 come The King's Favourite di Marjorie Bowen
- Painted Angel (1938)
- Child of chequer'd fortune : The life, loves and battles of Maurice de Saxe, biografia di Maurizio di Sassonia (1939)
- Dove in the Mulberry Tree (1939)
- The Fair Young Widow 1939
- Primula (1940)
- Black Man (1941), titolo USA: White Maiden
- Findernes' Flowers (1941)
- Lyndley Waters (1942)
- Lady in a Veil (1943)
- The Fourth Chamber (1944)
- Nightcap and Plume (1945)
- No Way Home (1947)
- The Sacked City (1949)
- Julia Ballantyne (1952)

### Come Robert Paye
- The Devil's Jig (1930)
- Julia Roseingrave (1933), romanzo del soprannaturale magia e stregoneria

## Adattamenti cinematografici
- Dal libro Mistress Nell Gwyn: A Decoration (titolo dell'edizione inglese: Nell Gwyn: A Decoration, 1926), scritto come Marjorie Bowen, venne tratta la versione cinematografica Nell Gwyn (1926), regia di Herbert Wilcox, protagonisti Dorothy Gish e Randle Ayrton.

- Dal libro General Crack (1928), scritto come George Preedy, venne tratto il film Il generale Crack (1929), con le sequenze in Technicolor dirette da Alan Crosland, protagonisti John Barrymore nella sua prima apparizione in un film sonoro, Marian Nixon e Armida Vendrell.

- Dal libro Moss Rose (1934), scritto come Joseph Shearing, venne tratto il film noir Rose tragiche (1947), regia di Gregory Ratoff, protagonisti Peggy Cummins, Vincent Price e Victor Mature.

- Dal libro Blanche Fury (1939), scritto come Joseph Shearing, venne tratto il film Stirpe dannata (1948) con la regia di Marc Allégret.

- Dal libro So Evil My Love (1948), scritto come Joseph Shearing, venne tratto il film Amarti è la mia dannazione (1948), regia di Lewis Allen, protagonisti Ray Milland, Ann Todd e Geraldine Fitzgerald.